# NGC 1779
NGC 1779 je galaksija u zviježđu Eridanu.

## Vanjske poveznice
- SEDS: NGC 1779